# 獵戶座計劃

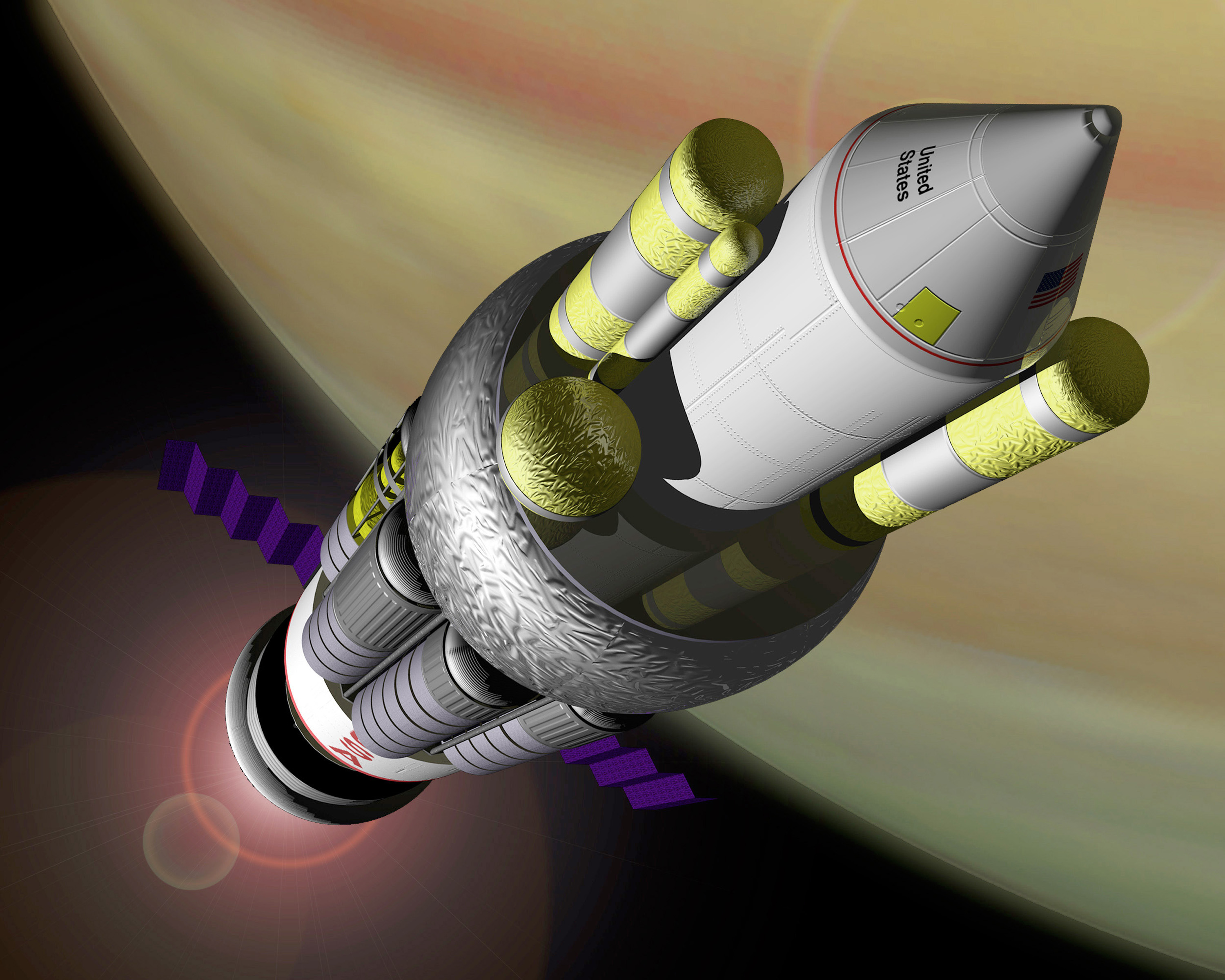
美國國家航空暨太空總署（NASA）參考一位藝術家的概念下，其為獵戶座計劃所設計出來的以核動力驅動的航天器。

獵戶座計劃（Project Orion）是一項旨在直接地以探測器後方一連串的原子弹爆炸來驅動（核脈衝推進）的航天器研究計劃。這種飞行器的早期版本被提及到從地面上起飛會帶有顯著相關的放射性落下灰；後來的版本顯示了只限用於太空的情景。
通過爆炸物質燃燒的火箭推進概念首先由俄羅斯爆炸物專家尼古拉·科巴基奇（Nikolai Kibalchich）在1881年所提出的，並且在1891年德國工程師赫爾曼·甘斯文特（Hermann Ganswindt，发明家和火箭研究先驱）獨自研發出類似的概念。核動力的綜合提案首先由斯塔尼斯拉夫·烏拉姆（Stanislaw Ulam）在1946年提出的，並且由F. 萊因斯（F. Reines）與烏拉姆在寫於1947年的洛斯阿拉莫斯（Los Alamos ）備忘錄中進行了初步的計算。在這實際的計劃上，始於1958年，由任職於通用原子（General Atomics, GA）的泰德·泰勒（Ted Taylor）與物理學者弗里曼·戴森（Freeman Dyson）領導，戴森在泰勒的要求下從位在普林斯頓（Princeton）的高等研究院離開，並且花了一年的時間从事于這項計劃。
獵戶座（計劃）的概念是同时提供高推力和高比衝（Specific impulse），或者是火藥發射推進效率，將之一起發展出來。對於要產生出如此前所未有的極度動力之必需條件將會藉由通過著核爆炸來實現，在這樣的動力之下相對於火箭整體能夠完全倖存下來也只有通過使用外部引爆才能達成，而不試圖將它們（爆炸裝置）包含在（火箭的）內部結構中。作為一項在性質上的對照，傳統化學發射火箭——比如像是土星5号运载火箭（Saturn V）將阿波羅計畫（Apollo program）給帶到月球去——產生出高推力連同著低比衝，尽管電離子引擎（ion engines）能夠非常有效地產生出少量的推力。在當時的計算之下獵戶座（計劃）將會提供與最先進常规的或者是核火箭引擎相比較之下更加優越性能（的航天器）。獵戶座計劃的支持者認為它具有廉價行星際航行（interplanetary travel）的潛力，但是由於它的動力會連帶著輻射性微塵所涉及的擔憂而完全失去政治上的批准。
一般認為1963年8月5日的部分禁止核試驗條約已經結束了該計劃。然而，從榮霞計劃（Project Longshot）到代達羅斯計劃（Project Daedalus）、微型磁力獵戶座航天器（Mini-Mag Orion），以及在考慮到熱功耗階段其達到了工程分析的其他方案中，外部核脈衝推進達最大限度地發揮生存能力的原則在對於嚴肅星際航行學說中，其沒有外部電力發射和有關非常高性能的行星際航行下這樣的概念仍然很常見。後來的提案已傾向於通過設想的裝置驅動更小的裂變或聚變芯塊之爆炸來修改基本的原理，儘管比較起來獵戶座（航天器）的最大核脈衝機組（核彈）是基於較少纯理论性的技術。
《藉由原子彈抵達火星：獵戶座計劃秘史》（To Mars by A-Bomb: The Secret History of Project Orion）是一部2003年英國廣播公司（BBC）關於該計劃的紀錄片。

## 基本原理

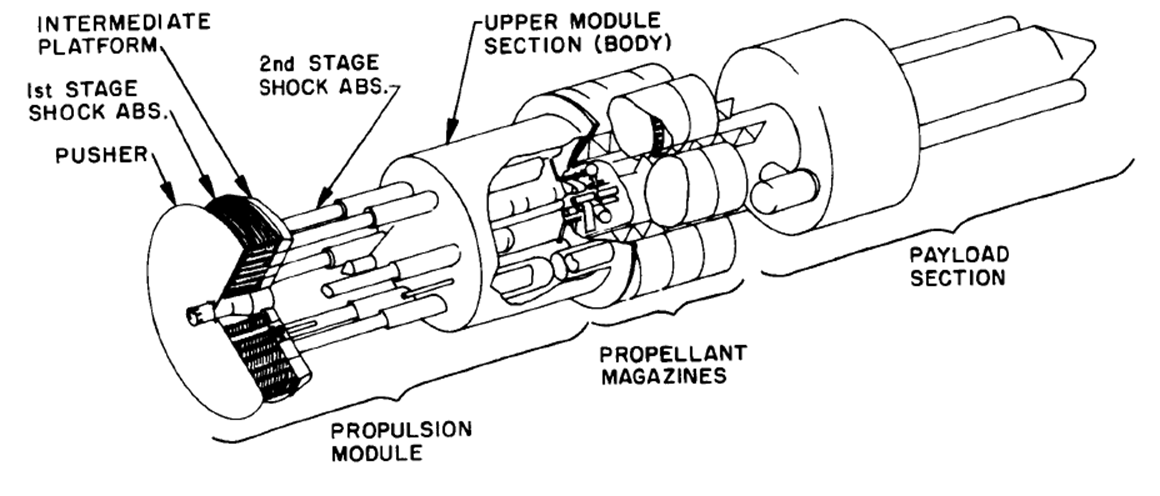
獵戶座航天器－關鍵性組件。

獵戶座核脈衝（航天器）驅動器結合了非常高的排氣速度，在典型的行星際（航行）設計中是從19到31 km/s（12到19 mi/s），連同百萬牛頓（meganewtons）的推力。許多航天器推進驅動器可以實現這些或其中之一，但是核脈衝火箭是唯一強而有力地滿足極端電力需求同時可以提供的技術（請參閱更多有關純理論性系統的航天器推進學說）。
比衝（Isp = v/g）測量多少推力能夠從一定的燃料質量中可獲得，並且是有關於火箭的標準性能系数。對於任何火箭推進，由於排氣的動能（kinetic energy）是以速度的平方上升（動能 = ½ mv2），然而動量（momentum）和推力是以速度線性地上升（動量 = mv），因此，為獲得一定的推力水平（如達到若干的g〔G力〕加速度）所需的排氣功率隨排氣速度v與Isp大幅增加。（譬如說，其目前以及提議的高Isp的電力推進系統傾向於低推力最根本的原因是由於他們对可用動力的限制。〔然而核動子推進卻是極具危險性與毀滅性〕其推力是對Isp成反比的，如果進入排氣的動力是恆量的或者是它的限制是來自於熱力耗散的需求抑或其他工程上的約束。）獵戶座（航天器）的概念是以外部動力釋放的速率引發核爆炸，這是超越了核反應堆能夠在內部儲存連同已知材料與設計的知識的範疇。
由于重量没有限制，猎户座航天器可以非常雄壮。這一艘无人駕駛的航天器能夠容許非常大的加速度，可容許在100 g。然而，若是一艘裝載人類的猎户座（航天器），必須使用某種在推進器金屬板後邊的減震系統，以將瞬間加速度平穩暢達至人類能舒適承受的程度——通常約為2至4 g。
高性能取決於高排氣速度，為了用以對於一定推進燃料質量火箭動力的最大化。

## 參與人員
- 斯塔尼斯拉夫·烏拉姆－數學家。
- 弗里曼·戴森－物理學家。

## 小說中的形象
刘慈欣的科幻小说《三体III：死神永生》中，通过“阶梯计划”将人类大脑发向外星人舰队。

## 延伸閱讀
- McPhee, John. . Farrar, Straus and Giroux. 1994. ISBN 978-0-374-51598-0.
- "Nuclear Pulse Propulsion (Project Orion) Technical Summary Report" RTD-TDR-63-3006 (1963–1964); GA-4805 Vol. 1, Reference Vehicle Design Study, Vol. 2, Interaction Effects, Vol. 3, Pulse Systems, Vol. 4, Experimental Structural Response. (From the National Technical Information Service, U.S.A.)
- "Nuclear Pulse Propulsion (Project Orion) Technical Summary Report" 1 July 1963 – 30 June 1964, WL-TDR-64-93; GA-5386 Vol. 1, Summary Report, Vol. 2, Theoretical and Experimental Physics, Vol. 3, Engine Design, Analysis and Development Techniques, Vol. 4, Engineering Experimental Tests. (From the National Technical Information Service, U.S.A.)
- "Dynamic America; a history of General Dynamics Corporation and its predecessor companies", John Niven, Courtlandt Canby, and Vernon Welsh Designer, Erik Nitsche, 1960 Page Image （页面存档备份，存于）
- General Atomics, Nuclear Pulse Space Vehicle Study, Volume I -- Summary （页面存档备份，存于）, September 19, 1964
- General Atomics, Nuclear Pulse Space Vehicle Study, Volume III -- Conceptual Vehicle Designs And Operational Systems （页面存档备份，存于）, September 19, 1964
- General Atomics, Nuclear Pulse Space Vehicle Study, Volume IV -- Mission Velocity Requirements And System Comparisons （页面存档备份，存于）, February 28, 1966
- General Atomics, Nuclear Pulse Space Vehicle Study, Volume IV -- Mission Velocity Requirements And System Comparisons (Supplement) （页面存档备份，存于）, February 28, 1966
- NASA, Nuclear Pulse Vehicle Study Condensed Summary Report (General Dynamics Corp) （页面存档备份，存于）, January

- Project Orion: The True Story of the Atomic Spaceship By George Dyson (2003) （页面存档备份，存于） (Google Books Link)

## 外部連結
- The case for Orion （页面存档备份，存于）
- Freeman Dyson talking about Project Orion
- Electromagnetic Pulse Shockwaves as a result of Nuclear Pulse Propulsion （页面存档备份，存于）
- George Dyson talking about Project Orion （页面存档备份，存于） at TED